# Wincenty Feliks Czosnowski
Wincenty Feliks Czosnowski herbu Kolumna (ur. ok. 1760 roku, zm. 27 marca 1825 roku w Warszawie) – strażnik polny koronny w 1792 roku, rotmistrz chorągwi kawalerii narodowej, kawaler maltański.
W 1794 odznaczony Orderem Orła Białego, w 1790 został kawalerem Orderu Świętego Stanisława. 
Pierwszą żoną Czosnowskiego została Zofia z Potockich herbu Pilawa Złota, córka Dominika, starosty sokolnickiego, właściciela Buczacza.